# Alte Kirche (Watzenborn-Steinberg)

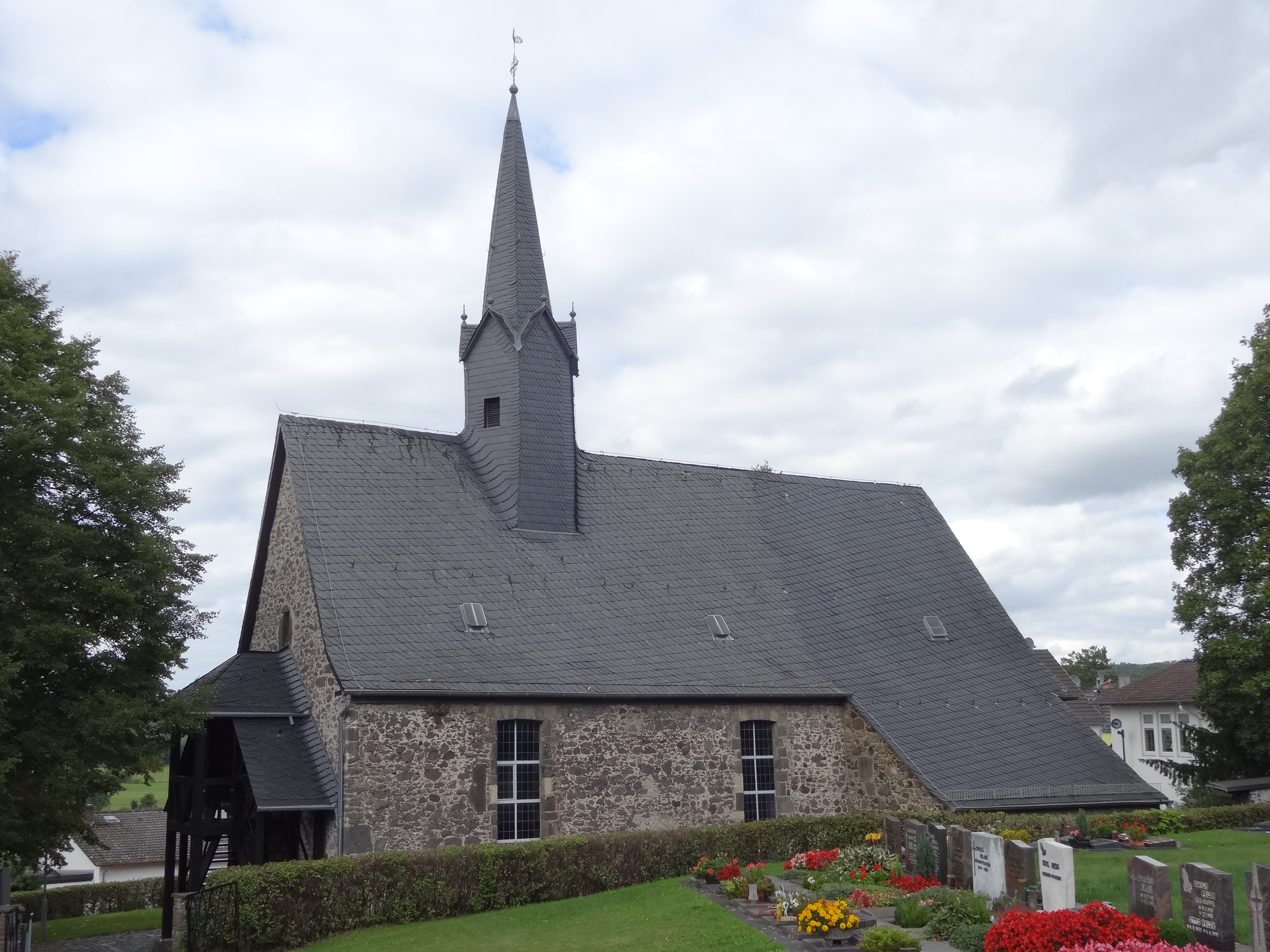
Kirche von Süden

Die Alte Kirche in Watzenborn-Steinberg, einem Ortsteil von Pohlheim im Landkreis Gießen (Hessen), wurde im Stil der Romanik errichtet und erhielt im Jahr 1489/90 ihr gotisches Kirchenschiff. Besitzer des hessischen Kulturdenkmals ist seit 1992 die Stadt Pohlheim.

## Geschichte

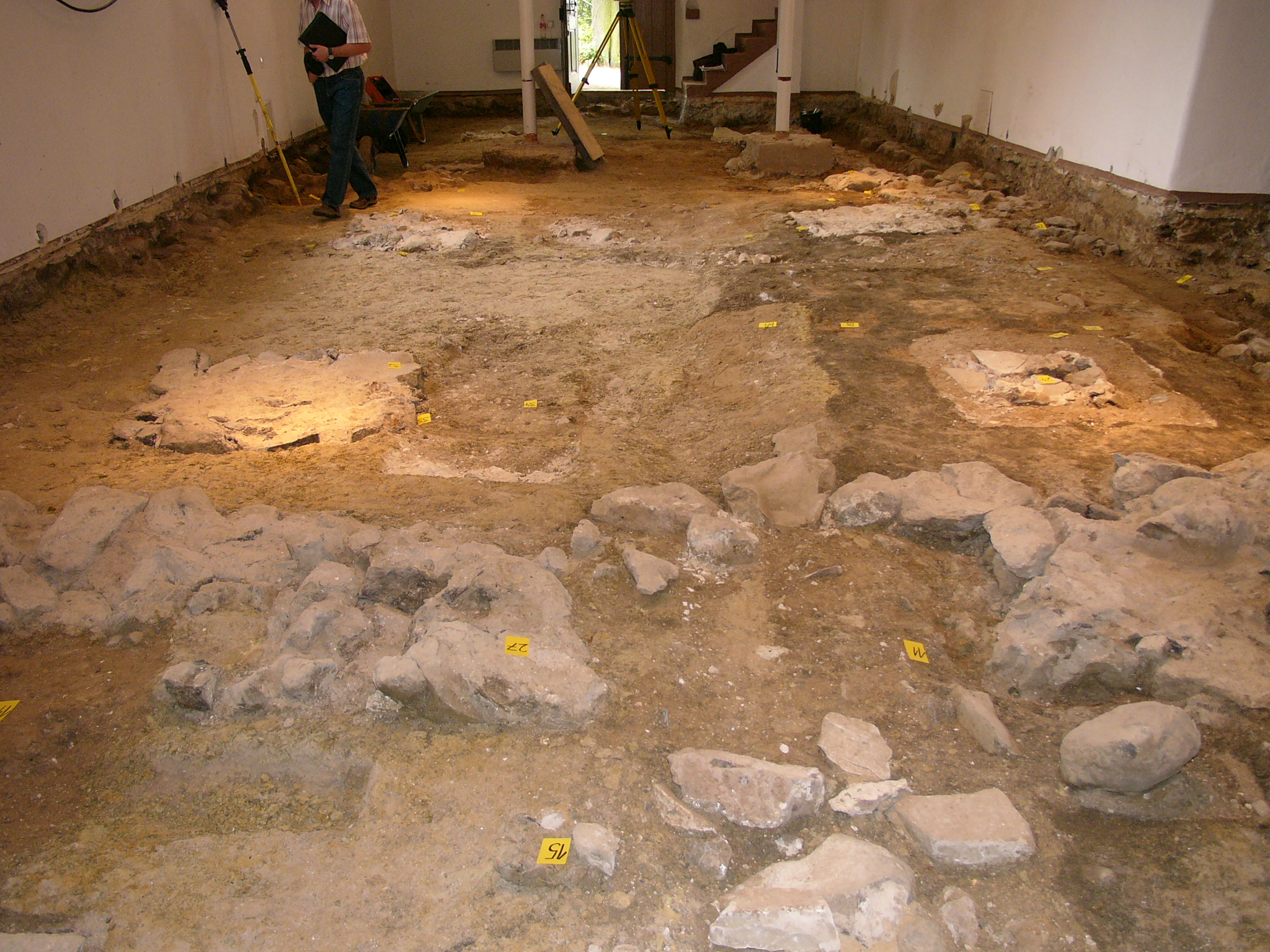
Alte Fundamente unter dem Fußboden

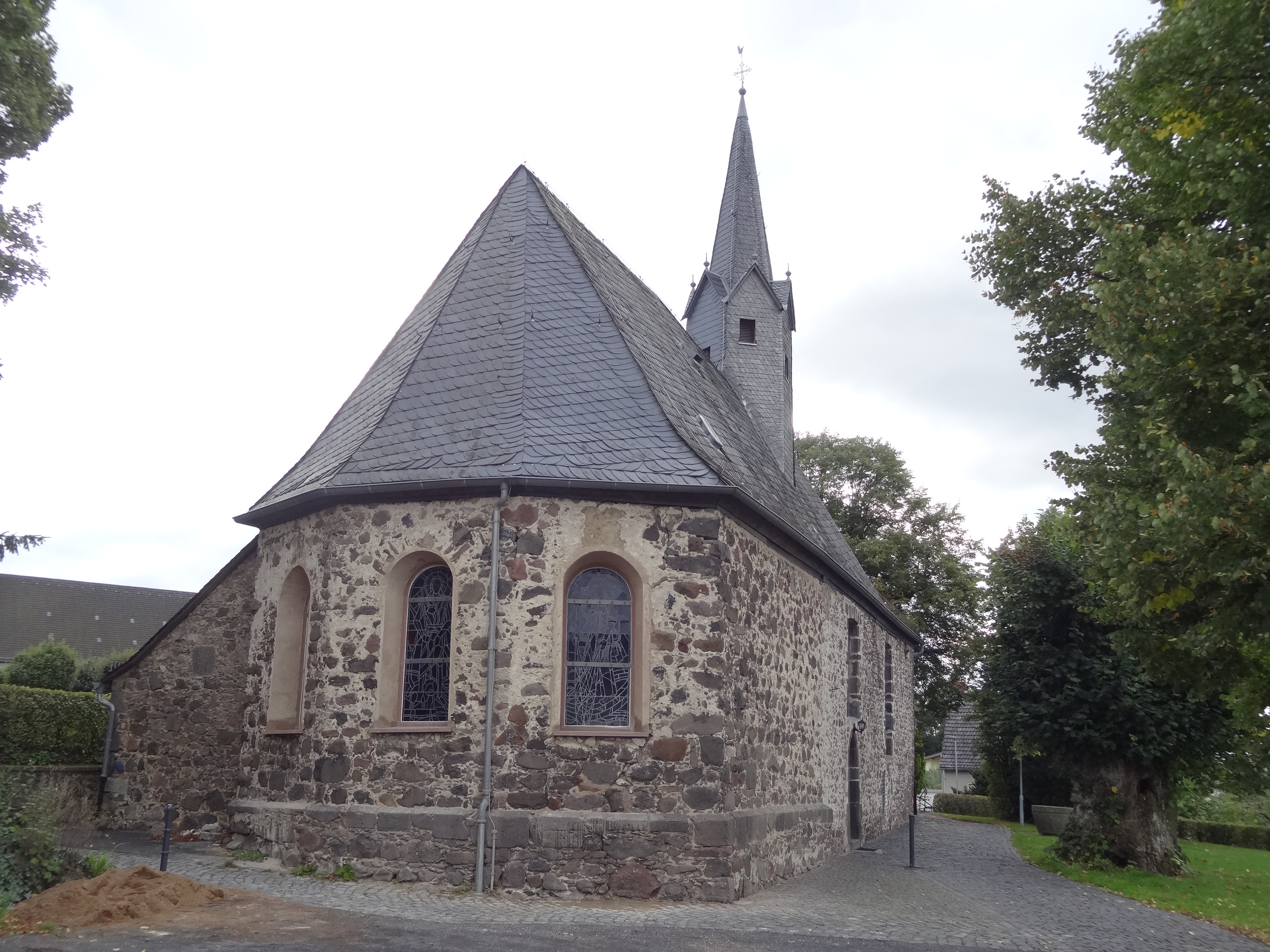
Chorabschluss als ältestes Bauteil

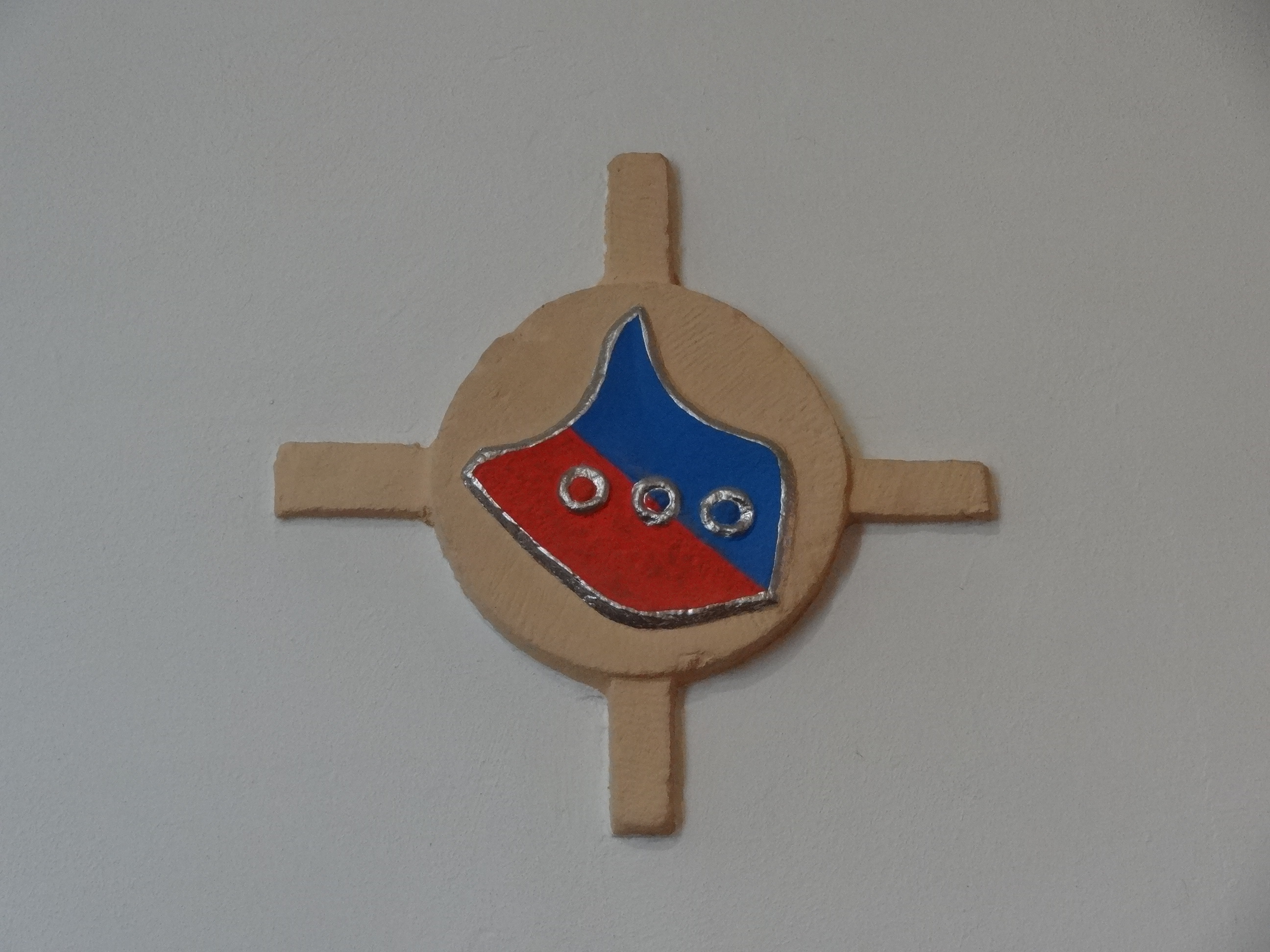
Hauswappen der von Schwalbachs an der Nordwand

Die Erbauungszeit der ursprünglichen Kapelle ist unbekannt, spätestens aber im 13. Jahrhundert anzusetzen. Sie lag zwischen den Orten Watzenborn und Steinberg und unterstand der Mutterkirche in Großen-Linden. Das ursprüngliche Patrozinium ist nicht bekannt. Bei der Verlegung des Fußbodens im Jahr 2006 stieß man auf Fundamente aus romanischer Zeit. Die Kapelle wird erstmals in einer gefälschten Urkunde vom Kloster Schiffenberg aus dem 13. Jahrhundert, die auf das Jahr 1162 datiert wurde, genannt. Auf diese Weise sicherte sich das Kloster das Patronatsrecht und die entsprechenden Einkünfte. Der damalige Komtur des Deutschen Ordens, Gernand von Schwalbach, dessen Wappen auf einem Stein in der Kirche erhalten ist, veranlasste im Jahr 1420 möglicherweise einen Umbau. Die Erweiterung der romanischen Taufkapelle um ein gotisches Kirchenschiff geht auf das Jahr 1489/90 zurück, als Ewald von Hattenbach Komtur auf dem Schiffenberg war. Nach einem dendrochronologischen Gutachten wurden die Bäume für das Dachgebälk und den Dachreiter Ende 1489 gefällt. Bis etwa 1532 war Watzenborn Filial von Kloster Schiffenberg, anschließend von Hausen (Pohlheim) und seit 1561 wieder von Schiffenberg.
Im Zuge der Reformation wechselte die Kirchengemeinde 1561 zum evangelischen Bekenntnis und wurde mit Steinberg und Garbenteich nach Steinbach eingepfarrt. Auf Druck der Gemeinde durften seit 1584 Gottesdienste durchgeführt werden, nachdem die Kuratkapelle in vorreformatorischer Zeit nur der Seelsorge durch die Schiffenberger Mönche gedient hatte. Für die gottesdienstlichen Zweck wurden 1584 Empore und Kirchengestühl eingebaut. Ab 1597 waren wegen der kalten Winterzeit für 6 beziehungsweise 45 Pfennige Taufen und Trauungen in der Kirche erlaubt. 1607 wurde Watzenborn zur eigenständigen Pfarrei mit den Filialen Steinberg und Garbenteich erhoben. Als erster protestantischer Pfarrer wirkte von 1607 bis 1624 Nikolaus Clemens von Kassel.
Im 17. Jahrhundert fanden mehrere Veränderungen statt. Im Jahr 1624 erfolgte ein Innenanstrich und der Einbau einer neuen Tür und einer Orgel. Das Dach wurde erneuert. Die 1645/46 während des Dreißigjährigen Krieges geplünderte und beschädigte Kirche wurde 1658 innen umfassend umgebaut. Der Triumphbogen wurde entfernt und die Kirchendecke mit einem Hängewerk versehen. Nach Aussage der Scheferschen Chronik war der Bogen mit einem Bossengewölbe ausgestattet. Im Jahr 1670 wurde der Kirchturm saniert, 1683 die Empore um die „Männerbühne“ erweitert. 1774 ersetzte man die schadhafte Deckenbalken im Schiff. Der schlechte Zustands des Gebäudes wurde durch ein Erdbeben im Jahr 1846 noch verschlimmert. Im folgenden Jahr hatte die Westgiebel Risse und fiel eine Glocke herunter, infolgedessen der Turm im Jahr 1847 saniert und fast die gesamte Innenausstattung erneuert wurde. In demselben Jahr wurden die beiden Aufgänge zu den Männeremporen an den Langseiten entfernt. Ein Stück der Männerempore, das mit dem Jahr 1683 bezeichnet ist, wurde 1847 als Sturz der oberen Westtür eingebaut und bei der Sanierung im Jahr 2001 sichergestellt.

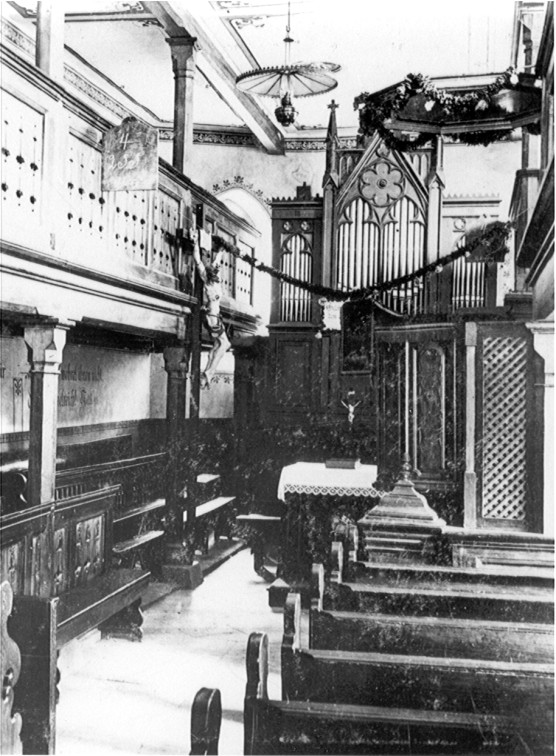
Innenansicht vor 1927

Da am Ende des 19. Jahrhunderts die Kirche zu klein geworden war, entstanden ab 1922 Pläne zur Erweiterung oder zum Abriss, die aufgrund der Inflation, des Dritten Reiches und des Zweiten Weltkriegs nicht ausgeführt wurden. Im Jahr 1945 wurden Kriegsschäden beseitigt und 1947 eine Innenrenovierung durchgeführt. Nach einer Bürgerversammlung im Jahr 1952 errichtete die Kirchengemeinde von 1953 bis 1955 auf dem Friedhofsgelände die Christuskirche teils in Eigenleistung.
Die katholische Gemeinde, die durch den Zuzug von Heimatvertriebenen stark angewachsen war, kaufte die Kapelle im Jahr 1955 für 30.000 DM und gestaltete sie für ihre Zwecke um. Insbesondere der Innenraum wurde eingreifend verändert. So wurden Kanzel, Chorgestühl, Seitenemporen und die bemalte Holzdecke entfernt, 1956 der Außenaufgang. Der Dachreiter wurde 1958 durch Eisenträger gesichert, die Westempore eingebaut und ein kleiner westlicher Vorbau als Windfang geschaffen, im Südosten eine Sakristei angebaut, für die eine Tür an der Südseite eingebrochen wurde. Die Fußbodenplatten wurden im Jahr 1959 neu verlegt, die alten Kirchenbänke umgearbeitet, ein neuer Altar aufgemauert und neue Buntglasfenster im Chor eingesetzt. In der Mitte ist Johannes der Täufer dargestellt, dem die Kirche 1959 geweiht wurde, er wird links von Petrus und rechts von Paulus flankiert.
Die Stadt Pohlheim erwarb das Gebäude im Jahr 1992 für 180.000 DM. Von diesem Jahr bis zur Fertigstellung eines eigenen Gotteshauses im Jahr 1999 hielt die syrisch-orthodoxe Gemeinde hier ihre Gottesdienste ab. 1997 wurde der Fördervereins zur Rettung der „Alten Kirche“ gegründet. 1999 wurde der Turm neu eingeschiefert und Turmkreuz und Wetterhahn neu geschaffen, 2001 der Westgiebel innen und außen saniert, das westliche Vordach in Anlehnung an die historische Vorlage erstellt und mit einem neuen Treppenaufgang versehen. Zudem wurden die restaurierten Eingangstüren wieder eingesetzt, die 1957 entfernt worden waren und auf dem Dachboden lagerten. Im Jahr 2007 wurde der hölzerne Fußboden im Bereich der Bänke freigelegt. Als man auf alte Fundamente stieß, wurde die Untere Denkmalschutzbehörde des Landkreises Gießen eingeschaltet. Die „Wissenschaftlichen Baugrund-Archäologie e. V.“ an den Universitäten in Marburg und Frankfurt am Main übernahm die weitere Freilegung. Es wurden Pfostengruben von Holzpfosten und Mauerfundamente von Vorgängergebäuden, Grablagen, Stützenfundamente, Keramikgegenstände und anderes gefunden, die wieder mit Sand abgedeckt wurden. Anschließend wurde ein neuer Fußboden mit elektrischer Fußbodenheizung eingebaut und mittels Messingschienen der Verlauf der alten Fundamente gekennzeichnet. Seit der Renovierung wird die Kirche regelmäßig für Trauungen, Beerdigungen, Andachten und Konzerte genutzt.

## Architektur

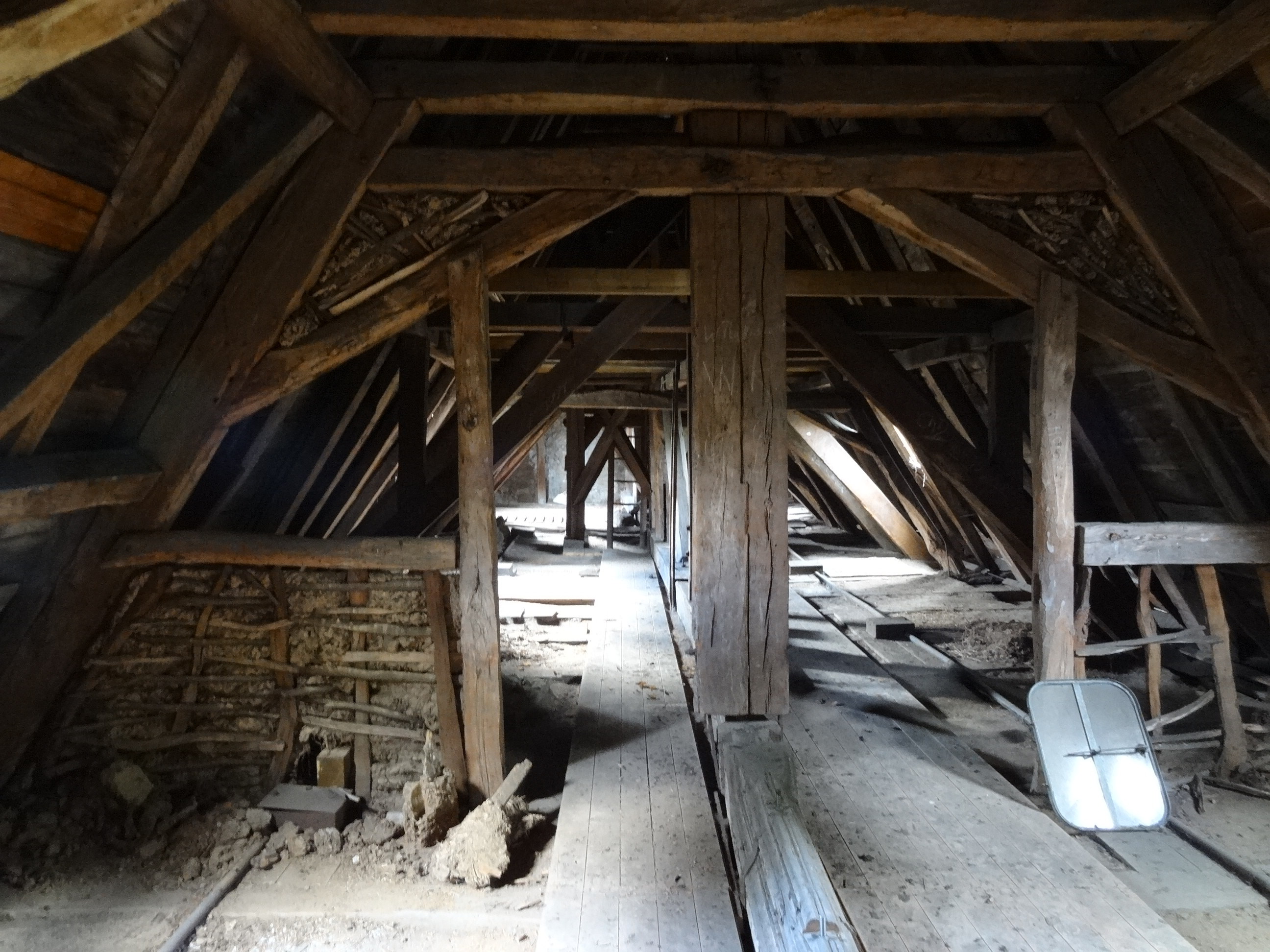
Östlicher Dachboden, vorne der ehemalige Unterzug

Die 22–23° überzwerch geostete, einschiffige Saalkirche ist am westlichen Ortsrand am Rande eines Friedhofs aus Bruchsteinmauerwerk errichtet. Sie hat einen dreiseitigen flachen Chorabschluss, der mit dem gesamten Ostteil zum ältesten erhaltenen Gebäudeteil gehört. Der Ostteil ist 8,03 Meter lang, der Westteil 13,12 Meter, die Langseite ohne den Chorabschluss 19,80 Meter. Die Breite ohne den Sakristeianbau beträgt 7,72 Meter. Auf dem verschieferten Satteldach geht der vollständig verschieferte Dachreiter von einem Sechseck mit sechs Giebeln in einen Spitzhelm über, der von Turmknopf, Kreuz und Wetterhahn bekrönt wird. An der östlichen Südseite ist eine Sakristei unter einem Schleppdach angebaut, die an der Südseite drei kleine quadratische Fenster hat.
Der östliche Teil hebt sich durch die Verwendung von größeren Steinen und gelblicherem Mörtel vom jüngeren Schiff ab. Zudem weist er einen Sockel auf, der oben mit Lungstein abschließt. Eine Baunaht an der Nordseite markiert den Übergang der beiden Baukörper. Drei große Rundbogenfenster versorgen den Chor mit Licht. Sie wurden in gotischer Zeit an der Innenseite der Laibung mit einem Spitzbogen ausgestattet, haben heute aber wieder ihre romanische Gestalt. Das Kirchenschiff wird an den beiden Langseiten durch große rechteckige Fenster mit Lungstein-Gewänden belichtet, das Fenster über dem Nordportal ist etwas kleiner. Die Überfangbögen sind nur leicht gewölbt. Die mittig angebrachten, spitzbogigen Portale an der Nord- und Westwand haben unregelmäßige Gewände aus Lungstein. Über dem Westportal ist ein rechteckiger Eingang als Emporenzugang eingebrochen. Links daneben ist ein schmales Fenster mit Lungsteingewände und ein Fenster mit Sandsteinumrahmung zugemauert. Im Giebeldreieck dient ein kleines rechteckiges Fenster der Belichtung des Dachbodens.
Bis 1658 hatte die Decke einem profilierten Unterzug in der Mitte, der von Holzpfosten gestützt wurde. Der Balken trägt heute als Überzug auf dem Dachboden des Ostteils das Gebälk von 1658. Auf der westlichen Seite ist das gotische Dachwerk von 1489/90 erhalten.

## Ausstattung

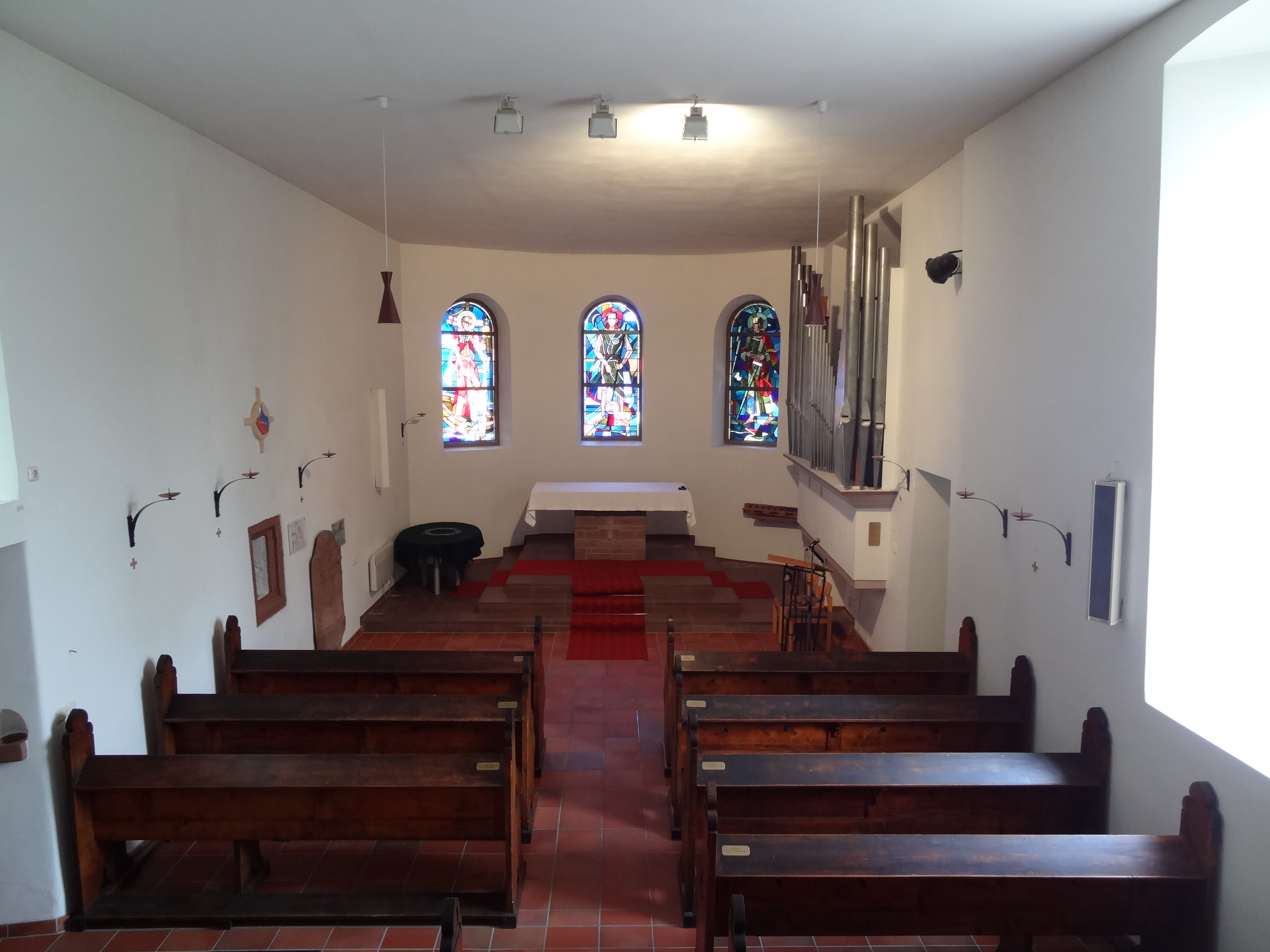
Innenraum Richtung Osten

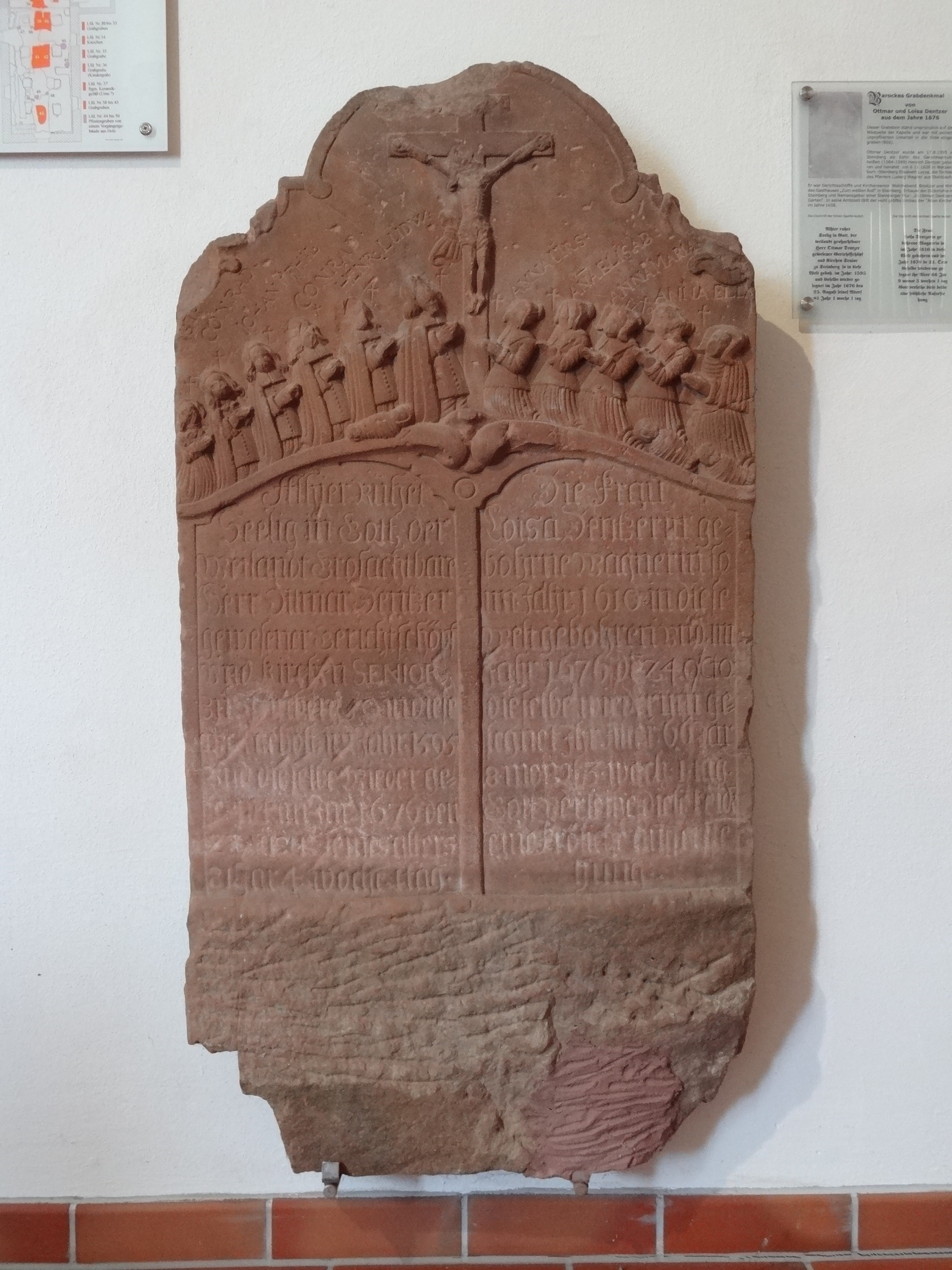
Dentzer-Grabplatte von 1676

Der multifunktionale Innenraum präsentiert sich heute schlicht und wird von einer flachen Decke abgeschlossen. Nur wenig erinnert noch an die alte Ausstattung. Das Kruzifix von 1847 steht heute in der Christuskirche auf dem Altar. Über dem Nordportal ist ein steinernes Deutschordenskreuz eingelassen, das in einem Kreis das Hauswappen des Komturs von Schwalbach zeigt, auf dessen Initiative die Kapelle umgebaut wurde: ein schrägrechts gestellter Schild, von Rot und Blau gespalten und mit drei silbernen, schrägrechts gelegten Ringen belegt. Eine Nische mit Lungsteinumrahmung ist in der östlichen Nordwand des Schiffs angebracht.
Statt der einstigen vierseitigen Holzempore befindet sich an der Westseite eine Empore aus Beton. Der östliche Chorbereich ist um eine Stufe erhöht, der Altarbereich um zwei weitere Stufen. An der Südseite des Chors steht die Orgel hinter einem Freipfeifenprospekt. An den beiden Eingängen befinden sich kleine Weihwasserbecken, die Ende der 1950er Jahre angebracht wurden, als die katholische Gemeinde die Kirche umgestaltete. Das holzsichtige Gestühl mit geschnitzten Wangen wurde aus der Johann-Sebastian-Bach-Kirche (Arnstadt) übernommen. Die 26 Bänke wurden im Jahr in der Breite eingekürzt, in Eigenleistung aufgearbeitet und 2008 in die Kirche gestellt, sodass ein Mittelgang frei bleibt.
Zwei Grabsteine aus rotem Sandstein flankieren das Portal an der westlichen Giebelseite und stehen unter der zweiseitigen Außentreppe. Der linke Grabstein für Pfarrer Johann Georg Weiß (Albinus) datiert von 1708 und ist 1,47 Meter hoch und 0,73 Meter breit. Zwei Engel, die die Lebenskrone halten, sind über der ovalen Fläche mit Inschrift angebracht, die von Akanthusranken flankiert wird. Die rechte Grabplatte für den 1768 verstorbenen Konrad Schmand ist 1,35 Meter hoch und 0,82 Meter breit. Die Vorderseite trägt im oberen Drittel in der Mitte Kreuz und Korpus, dem links vier männliche und rechts fünf weibliche Figuren mit gefalteten Händen zugewandt sind, offensichtlich die Nachkommen. Die Rückseite trägt in der Mitte, unter dem Pinienzapfen und dem 0,26 Meter hohen Schwung, die Lebenskrone. Links und rechts davon sind, etwas unterhalb, zwei Engel gemeißelt. Im Chorraum der Kirche steht ein Grabstein für Ottmar und Loisa Dentzer, die beide im Jahr 1676 starben. Er ist 1,34 Meter hoch und 0,68 Meter breit. Über der zweispaltigen Inschrift ist Christus am Kreuz dargestellt. Ihm betend zugewandt und nach Größe gestaffelt sind links sechs männliche und rechts fünf weibliche Personen zu sehen. Offenbar werden der Vater mit den Söhnen und die Mutter mit den Töchtern dargestellt.
Vor der Nordseite ist ein gotisches Taufbecken mit Spitzbogenfries aufgestellt. Es hat einen Durchmesser von 1,21 Meter und eine Höhe von 0,76 Meter. Im 17. Jahrhundert wurde es aus der Kirche entfernt und durch eine Taufschale aus Zinn ersetzt, da der Brauch, die Kinder ganz unterzutauchen, durch ein Besprengen oder Begießen abgelöst wurde. Es gelangte in den Besitz des Schultheißen des Gerichts Steinbach. Jahrhunderte stand es in dessen Freihof, wurde um 1980 in einen Vorgarten umgesetzt und im Jahr 2006 wieder an die Alte Kirche zurückgebracht.

## Orgel

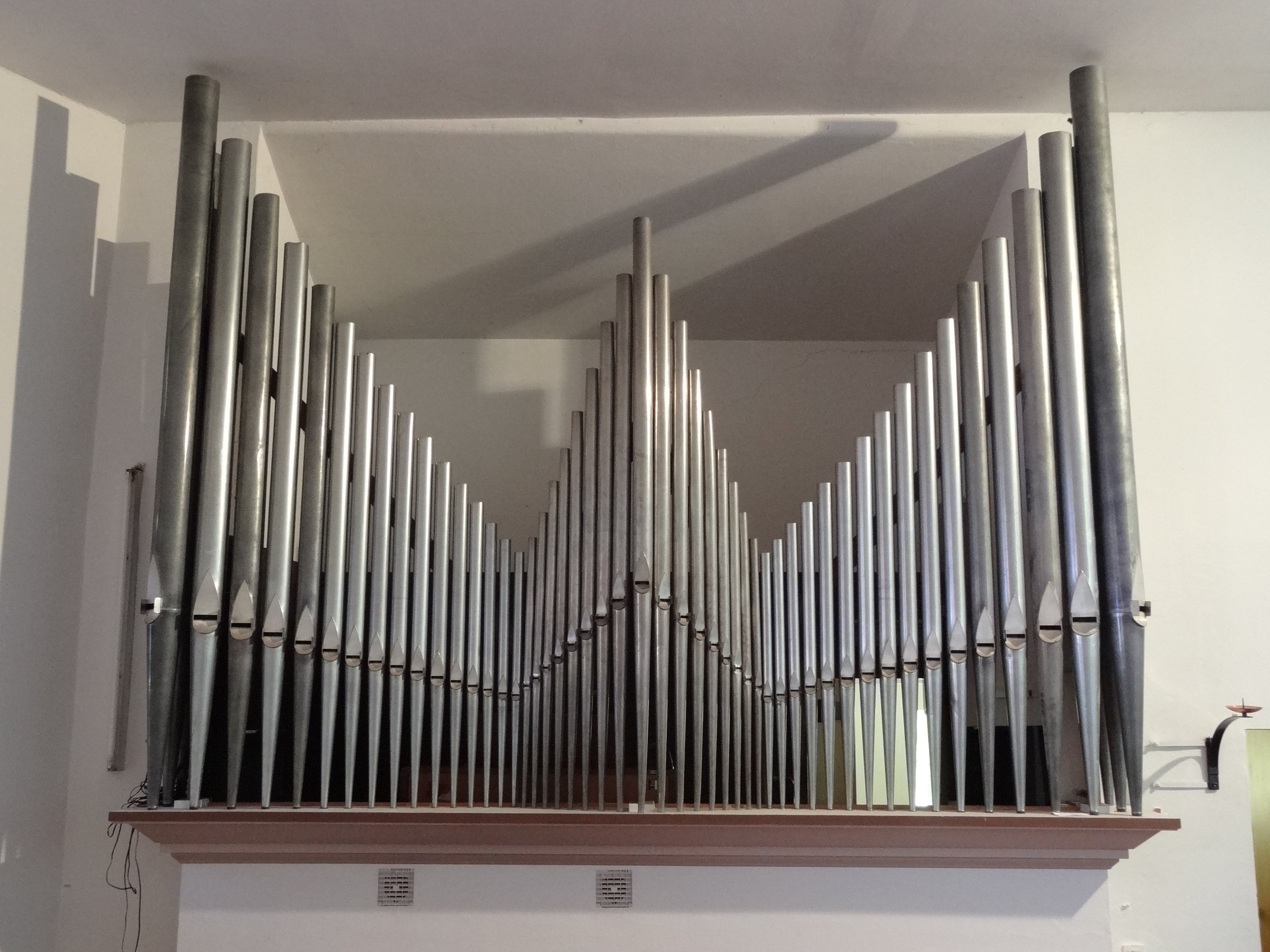
Stummer Orgelprospekt

Von der 1624 vorhandenen Orgel ist nichts Näheres bekannt. Im Inventar aus dem Jahr 1800 wird „eine Orgel von 8 Registern“ (auf einem Manual) aufgeführt. Bei der Innenrenovierung 1847 wurde diese ältere Orgel anscheinend beibehalten. Johann Georg Förster erbaute 1890 ein neues Instrument, das an der Ostseite des Chorraums aufgestellt wurde. Es verfügte über mechanische Kegelladen und acht Register auf einem Manual. Im Jahr 1917 wurde das Mixtur-Cornett an die Rüstungsindustrie abgeliefert, 1930 durch eine Gambe und 1939 durch eine Mixtur ersetzt und 1955 das Register umgebaut. Die Octave 2′ nimmt den Platz der alten Flauto Amabile 8′ ein; das alte Registerschild wurde beibehalten. Ansonsten ist der alte Pfeifenbestand von 1890 im Wesentlichen erhalten. Die Orgel wurde 1956 ohne das alte Gehäuse in der Nische vor der Sakristeiwand umgesetzt. Im Jahr 2008 wurde sie von einem Orgelbauer ausgebaut, in einem städtischen Gebäude eingelagert und durch eine elektronische Orgel ersetzt. Das Instrument von Förster hat folgende Disposition:
| Manual C–f3    |    |
| Principal      | 8′ |
| Bourdon        | 8′ |
| Dolce          | 8′ |
| Principal      | 4′ |
| Flauto Gedackt | 4′ |
| Octave         | 2′ |
| Mixtur         |    |

| Pedal C–d1 |     |
| Subbaß     | 16′ |

- Koppeln: I/P

## Glocken

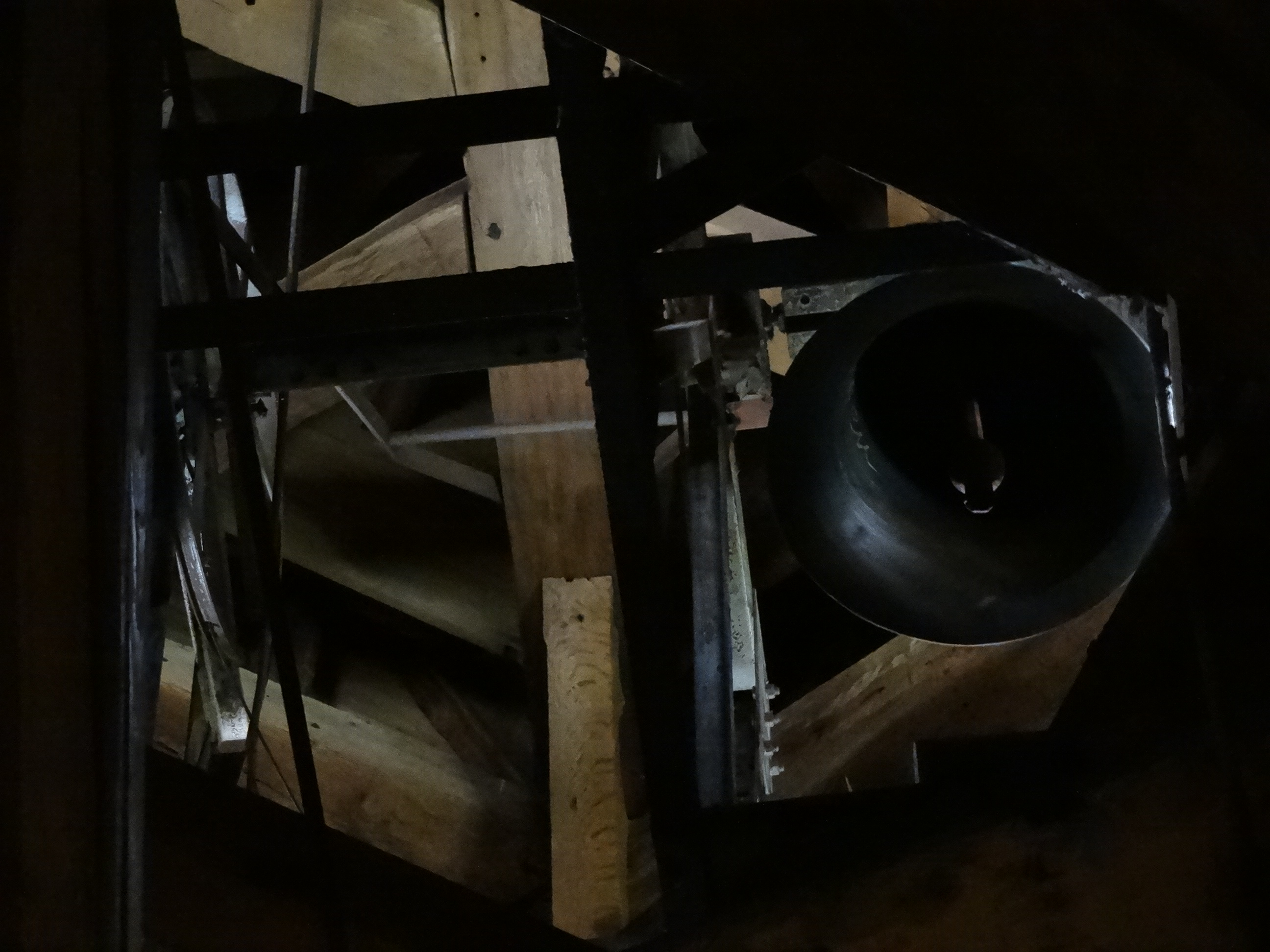
Glocke im Dachreiter

Der im Jahr 1490 errichtete Glockenturm beherbergte eine gotische Glocke (52 cm Durchmesser), die seit 1921 als Schulglocke dient. Im Jahr 1597 sind zwei Glocken nachgewiesen. Eine Glocke von 1791 (68 cm Durchmesser) mit der Inschrift „GOS MICH IN GIESEN FRIEDRICH OTTO ANNO 1791“ hängt seit 1955 im Glockenturm der Christuskirche. Nachdem die andere 1597 erwähnte Glocke vermutlich an französische Truppen abgeliefert wurde, schaffte die Gemeinde im Jahr 1831 eine weitere Otto-Glocke an (47 cm Durchmesser), die 1917 an die Rüstungsindustrie abgeliefert wurde. Die Firma Rincker aus Sinn goss 1921 als Ersatz eine Glocke (56 cm Durchmesser) mit der Inschrift „Bete und arbeite“, die im Zweiten Weltkrieg eingeschmolzen wurde. 1950 wurde eine neue Glocke mit der Inschrift „Alles was Odem hat lobet den Herrn“ angeschafft. Im Jahr 1992 wurde diese Glocke, mit zwei weiteren im Jahr 1960 angeschafften Glocken, in die neu errichtete katholische Kirche St. Martin übernommen. Dafür erhielt die Alte Kirche eine Glocke, die 1965 für die katholische Kirche in Hausen gegossen wurde und heute noch im Dachreiter aufgehängt ist.